# Cour Saint-Joseph
Cour Saint-Joseph är en återvändsgata i Quartier de la Roquette i Paris 11:e arrondissement. Cour Saint-Joseph, som börjar vid Rue de Charonne 5, är uppkallad efter en skylt med en framställning av den helige Josef.

## Omgivningar
- Saint-Antoine-des-Quinze-Vingts
- Place de la Bastille
- Opéra Bastille
- Bois de Vincennes
- Coulée verte René-Dumont
- Rue Crémieux
- Cour Viguès
- Cour Jacques-Viguès

## Bilder
| - Saint-Antoine-des-Quinze-Vingts. - Place de la Bastille. - Färgglada hus vid Rue Crémieux. - Cour Jacques-Viguès. |

## Kommunikationer
- Tunnelbana – linjerna    – Bastille
- Tunnelbana – linje  – Ledru-Rollin
- Busshållplats La Boule Blanche – Paris bussnät, linjerna 76 86

### Webbkällor
- ”Cour Saint-Joseph”. Mairie de Paris. http://www.v2asp.paris.fr/commun/v2asp/v2/nomenclature_voies/Voieactu/8879.nom.htm. Läst 9 april 2021.
- ”Cour Saint-Joseph”. Les rues de Paris. https://www.parisrues.com/rues11/paris-11-cour-saint-joseph.html. Läst 9 april 2021.